# Pat Miletich
Patrick Jay Miletich (Davenport, Iowa, 9 de marzo de 1968) es un artista marcial mixto estadounidense que actualmente es comentarista deportivo.
Es conocido por sus peleas en el UFC, donde fue el primer campeón wélter y también fue el ganador del torneo de pesos ligeros en UFC 16.

## Carrera en artes marciales mixtas
Miletich empezó a entrenar MMA a la edad de 26 años, estuvo muy influenciado para ser boxeador por su tío Johnny Miletich quien fue miembro del equipo de boxeo de Estados Unidos para las olimpiadas de 1932 en Los Ángeles.
Antes de entrar a la UFC Miletich peleaba en pequeños eventos donde logró un invicto de 15 peleas. Su primera aparición en la UFC fue en UFC 16 y su última aparición fue en UFC 36
Logró defender el cinturón de campeón de pesos wélter de UFC en 5 oportunidades
En su récord de MMA tiene: 29 victorias de las cuales 5 fueron por knockout, 18 por sumisión, perdió 7 veces y tuvo 2 empates.

## Como entrenador
Miletich también es conocido por ser un exitoso entrenador, fundó el campamento de lucha Miletich Fighting Systems donde han entrenado luchadores de UFC como Matt Hughes, Tim Sylvia, Jens Pulver y Robbie Lawler entre otros. Este campamento es considerado uno de los más importantes en la historia de las MMA, por haber entrenado al menos 11 campeones mundiales.

## Vida personal
Miletich está casado y tiene tres hijas. Él es un masón.

## Campeonatos y logros
- Ultimate Fighting Championship
  - Salón de la Fama de UFC
  - Campeón de peso wélter de UFC (una vez, el primero)
  - Ganador del torneo UFC 16 de peso ligero
  - Cuatro defensas exitosas del título
  - Tercer peleador en mayor número de defensas del título en la división wélter (4)
  - Tercer peleador en mayor número de defensas consecutivas del título en la división wélter (4)
  - Empatado (Frank Shamrock, Chuck Liddell y Demetrious Johnson en mayor número de defensas de un título consecutivas en la historia de UFC (4)
  - Empatado (B.J. Penn, Tim Sylvia, Chuck Liddell y Frank Shamrock) en la quinta mayor cantidad de victorias en peleas por el título en la historia de UFC (5)

## Registro en artes marciales mixtas
| Resultado | Récord | Oponente           | Método                      | Evento                      | Fecha                    | Ronda | Tiempo | Localización | Notas                                         |
| --------- | ------ | ------------------ | --------------------------- | --------------------------- | ------------------------ | ----- | ------ | ------------ | --------------------------------------------- |
| Victoria  | 29–7–2 | Thomas Denny       | KO (golpes)                 | IFL 11                      | 11 de diciembre de 2008  | 2     | 0:50   | Illinois     |                                               |
| Derrota   | 28–7–2 | Renzo Gracie       | Sumisión (guillotine choke) | IFL 9                       | 23 de septiembre de 2006 | 1     | 3:37   | Illinois     |                                               |
| Derrota   | 28–6–2 | Matt Lindland      | TKO (golpes)                | UFC 36                      | 22 de marzo de 2002      | 1     | 3:09   | Nevada       |                                               |
| Victoria  | 28–5–2 | Shonie Carter      | KO (patada a la cabeza)     | UFC 32                      | 29 de junio de 2001      | 2     | 2:42   | Nueva Jersey |                                               |
| Derrota   | 27–5–2 | Carlos Newton      | Sumisión (bulldog choke)    | UFC 31                      | 4 de mayo de 2001        | 3     | 2:50   | Nueva Jersey | Perdió el campeonato de peso wélter de UFC.   |
| Victoria  | 27–4–2 | Kenichi Yamamoto   | Sumisión (guillotine choke) | UFC 29                      | 16 de diciembre de 2000  | 2     | 1:58   | Tokio        | Defendió el campeonato de peso wélter de UFC. |
| Derrota   | 26–4–2 | Kiyoshi Tamura     | Decisión (mayoritaria)      | Rings: Millennium Combine 3 | 23 de agosto de 2000     | 2     | 5:00   | Yokohama     |                                               |
| Victoria  | 26–3–2 | John Alessio       | Sumisión (armbar)           | UFC 26                      | 9 de junio de 2000       | 2     | 1:43   | Iowa         | Defendió el campeonato de peso wélter de UFC. |
| Derrota   | 25–3–2 | José Landi-Jons    | TKO (parada del equipo)     | WEF 8                       | 15 de enero de 2000      | 1     | 8:00   | Georgia      |                                               |
| Victoria  | 25–2–2 | Shonie Carter      | Decisión (unánime)          | Extreme Challenge 27        | 21 de agosto de 1999     | 1     | 20:00  | Iowa         |                                               |
| Victoria  | 24–2–2 | André Pederneiras  | TKO (parada médica)         | UFC 21                      | 16 de julio de 1999      | 2     | 2:20   | Iowa         | Defendió el campeonato de peso wélter de UFC. |
| Victoria  | 23–2–2 | Clayton Miller     | Sumisión (triangle choke)   | Cage Combat 2               | 30 de mayo de 1999       | 1     | 0:40   | Iowa         |                                               |
| Derrota   | 22–2–2 | Jutaro Nakao       | Sumisión (triangle choke)   | SuperBrawl 11               | 2 de febrero de 1999     | 1     | 9:22   | Hawái        |                                               |
| Victoria  | 22–1–2 | Jorge Patino       | Decisión (unánime)          | UFC 18                      | 8 de enero de 1999       | 1     | 21:00  | Luisiana     | Defendió el campeonato de peso wélter de UFC. |
| Victoria  | 21–1–2 | Mikey Burnett      | Decisión (dividida)         | UFC Brazil                  | 16 de octubre de 1998    | 1     | 21:00  | São Paulo    | Ganó el campeonato de peso wélter de UFC.     |
| Empate    | 20–1–2 | Dan Severn         | Empate                      | Extreme Challenge 20        | 22 de agosto de 1998     | 1     | 20:00  | Iowa         |                                               |
| Victoria  | 20–1–1 | Al Buck Jr.        | Sumisión (estrangulación)   | Midwest Shootfighting 1     | 27 de junio de 1998      | 2     | 2:49   | Iowa         |                                               |
| Victoria  | 19–1–1 | Chris Brennan      | Sumisión (shoulder choke)   | UFC 16                      | 13 de marzo de 1998      | 1     | 9:02   | Luisiana     | Ganador del torneo UFC 16 de peso ligero.     |
| Victoria  | 18–1–1 | Townsend Saunders  | Decisión (dividida)         | UFC 16                      | 13 de marzo de 1998      | 1     | 15:00  | Luisiana     |                                               |
| Victoria  | 17–1–1 | Chris Brennan      | Decisión (unánime)          | Extreme Challenge Trials    | 15 de noviembre de 1997  | 1     | 10:00  | Iowa         |                                               |
| Empate    | 16–1–1 | Chris Brennan      | Empate (mayoritario)        | Extreme Challenge 9         | 30 de agosto de 1997     | 1     | 20:00  | Iowa         |                                               |
| Victoria  | 16–1   | Chuck Kim          | Sumisión (rear-naked choke) | Extreme Challenge 7         | 25 de junio de 1997      | 1     | 10:46  | Iowa         |                                               |
| Derrota   | 15–1   | Matt Hume          | TKO (parada médica)         | Extreme Fighting 4          | 28 de marzo de 1997      | 1     | 5:00   | Iowa         |                                               |
| Victoria  | 15–0   | Chad Cox           | Sumisión (golpe)            | Extreme Challenge 3         | 15 de febrero de 1997    | 1     | 1:39   | Iowa         |                                               |
| Victoria  | 14–0   | Paul Kimbro        | Sumisión (armbar)           | Extreme Challenge 2         | 1 de febrero de 1997     | 1     | 5:13   | Iowa         |                                               |
| Victoria  | 13–0   | Jason Nicholson    | Decisión (unánime)          | SuperBrawl 3                | 17 de enero de 1997      | 1     | 15:00  | Hawái        |                                               |
| Victoria  | 12–0   | Earl Loucks        | Sumisión (keylock)          | Extreme Challenge 1         | 23 de noviembre de 1996  | 1     | 7:00   | Iowa         |                                               |
| Victoria  | 11–0   | Pat Assalone       | Sumisión (armbar)           | Brawl at the Ballpark 1     | 1 de septiembre de 1996  | 1     | 4:01   | Iowa         |                                               |
| Victoria  | 10–0   | Matt Andersen      | Sumisión (golpes)           | Gladiators 1                | 26 de julio de 1996      | 1     | 5:21   | Iowa         |                                               |
| Victoria  | 9–0    | Yasunori Matsumoto | TKO (parada médica)         | QCU 2                       | 11 de mayo de 1996       | 1     | 15:53  | Illinois     |                                               |
| Victoria  | 8–0    | Andrey Dudko       | Sumisión (rear-naked choke) | BOTM 2                      | 10 de febrero de 1996    | 1     | 2:49   | Illinois     |                                               |
| Victoria  | 7–0    | Bob Gholson        | KO (golpes)                 | BOTM 2                      | 10 de febrero de 1996    | 1     | 2:20   | Illinois     |                                               |
| Victoria  | 6–0    | Rick Graveson      | Sumisión (rear-naked choke) | BOTM 2                      | 10 de febrero de 1996    | 1     | 0:46   | Illinois     |                                               |
| Victoria  | 5–0    | Rick Graveson      | Sumisión (rear-naked choke) | QCU 1                       | 20 de enero de 1996      | 1     | 1:53   | Illinois     |                                               |
| Victoria  | 4–0    | Ed McLennan        | Sumisión (armbar)           | QCU 1                       | 20 de enero de 1996      | 1     | 1:28   | Illinois     |                                               |
| Victoria  | 3–0    | Kevin Marino       | Sumisión (rear-naked choke) | BOTM 1                      | 28 de octubre de 1995    | 1     | 3:49   | Illinois     |                                               |
| Victoria  | 2–0    | Angelo Rivera      | Sumisión (rear-naked choke) | BOTM 1                      | 28 de octubre de 1995    | 1     | 1:40   | Illinois     |                                               |
| Victoria  | 1–0    | Yasunori Matsumoto | Sumisión (rear-naked choke) | BOTM 1                      | 28 de octubre de 1995    | 1     | 7:40   | Illinois     |                                               |